# Associazione Calcio Reggiana 2001-2002
Questa voce raccoglie le informazioni riguardanti della Associazione Calcio Reggiana nelle competizioni ufficiali della stagione 2001-2002.

## La stagione
A Reggio Emilia nella stagione 2001-2002 Salvatore Vullo resta al timone della squadra granata, mentre Michele Dal Cin, con Federico Spallanzani alla presidenza della società, tentano di vendere la Reggiana, ma non trovano compratori. Si parte con un nugolo di giovani: Simone Marini, Matteo Apolloni, più tardi il centravanti Fabio De Luca, poi anche due brasiliani Severo Refatti e Gilmar. Ci sono anche giocatori d'esperienza come Claudio Salvi, Emanuele Matzuzzi e il rientrante Jero Shakpoke. Ad agosto muore lo storico massaggiatore della Reggiana Abramo Cimurri.
Crollano le due torri a New York e crolla anche la Reggiana. Il portiere Raffaele Nuzzo sostituisce il deludente Patrick Bettoni. Alla 25ª giornata viene licenziato Salvatore Vullo e lo sostituisce l'ex giocatore granata Lorenzo Mossini (con Gregucci in tribuna). Alla fine del torneo la Reggiana è quindicesima ed ha raccolto 37 punti, ma non bastano, per salvarsi si deve superare l'ostacolo playout, ed è ancora spareggio con l'Alzano che era stato ripescato e si è piazzato sedicesimo con 30 punti. La Reggiana perde il primo scontro a Bergamo (2-1). Al ritorno i granata vincono (2-1) e sono salvi grazie ai goal del diciannovenne Carlo Alberto Santunione, poi pareggiato da Alberto Bernardi, ed al gol salvezza di Jero Shakpoke segnato al 91º minuto, ed anche al miglior piazzamento in classifica nel campionato. Nella Coppa Italia di Serie C la Reggiana disputa il girone F, che viene vinto dallo Spezia.

## Divise e sponsor
| Prima divisa | Seconda divisa |

## Rosa
| N. |                                | Ruolo | Calciatore         |
| -- | ------------------------------ | ----- | ------------------ |
|    | Italia (bandiera)              | D     | Davide Addona      |
|    | Italia (bandiera)              | C     | Matteo Apolloni    |
|    | Italia (bandiera)              | C     | Luca Ariatti       |
|    | Italia (bandiera)              | P     | Patrick Bettoni    |
|    | Italia (bandiera)              | D     | Ivano Casanova     |
|    | Italia (bandiera)              | D     | Fabio Caselli      |
|    | Italia (bandiera)              | C     | Gianluca Cherubini |
|    | Italia (bandiera)              | D     | Giancarlo Cinetto  |
|    | Italia (bandiera)              | A     | Fabio De Luca      |
|    | Italia (bandiera)              | C     | Loris Del Nevo     |
|    | Italia (bandiera)              | P     | Giuseppe Di Masi   |
|    | Serbia e Montenegro (bandiera) | C     | Hasim Dokovic      |
|    | Italia (bandiera)              | D     | Fabio Di Sauro     |
|    | Nigeria (bandiera)             | A     | Isah Eliakwu       |
|    | Nigeria (bandiera)             | C     | Prince Ikpe Ekong  |
|    | Brasile (bandiera)             | C     | Santos Garroni     |
|    | Italia (bandiera)              | D     | Vittorio Gargiulo  |

| N. |                    | Ruolo | Calciatore               |
| -- | ------------------ | ----- | ------------------------ |
|    | Brasile (bandiera) | C     | Da Silva Gilmar          |
|    | Italia (bandiera)  | D     | Alberto Mantelli         |
|    | Italia (bandiera)  | D     | Simone Marini            |
|    | Italia (bandiera)  | D     | Pasquale Martinelli      |
|    | Italia (bandiera)  | C     | Emanuele Matzuzzi        |
|    | Italia (bandiera)  | C     | Stefano Mazzocco         |
|    | Italia (bandiera)  | A     | Massimo Minetti          |
|    | Italia (bandiera)  | A     | Andrea Mussi             |
|    | Italia (bandiera)  | D     | Raffaele Nuzzo           |
|    | Brasile (bandiera) | A     | Rafael Severo Refatti    |
|    | Italia (bandiera)  | A     | Claudio Salvi            |
|    | Italia (bandiera)  | A     | Carlo Alberto Santunione |
|    | Nigeria (bandiera) | D     | Jero Shakpoke            |
|    | Italia (bandiera)  | C     | Giuseppe Ticli           |
|    | Italia (bandiera)  | D     | Stefano Trinchera        |
|    | Italia (bandiera)  | A     | Bruno Trocini            |

## Risultati

### Campionato

#### Girone di andata
| Arbitro: | Niccolai (Livorno) |

|            |           |           |
| Marini 53’ | Marcatori | 35’ Bacis |

| Arbitro: | Nicoletti (Macerata) |

|             |           |                   |
| Tasso 90+1’ | Marcatori | 1’, 90+3’ Minetti |

| Arbitro: | Squillace (Catanzaro) |

|                                       |           |                                  |
| Ferri 12’ Chiaretti 21’ Confalone 83’ | Marcatori | 58’ (rig.) Cherubini 66’ Trocini |

| Arbitro: | Liberti (Genova) |

|             |           |             |
| Minetti 88’ | Marcatori | 11’ Madonna |

| Arbitro: | Di Renzo (Ostia Lido) |

|                  |           |  |
| Beretta 12’, 77’ | Marcatori |  |

| Arbitro: | De Marco (Chiavari) |

|           |           |                          |
| Mussi 35’ | Marcatori | 32’ I. Protti 50’ Alteri |

| Arbitro: | Vicinanza (Albenga) |

|                        |           |             |
| Sinato 31’ Adriano 84’ | Marcatori | 80’ De Luca |

| Arbitro: | Cenni (Imola) |

|                              |           |                      |
| Mussi 35’ Minetti 75’, 90+2’ | Marcatori | 49’ (rig.) Carruezzo |

| Arbitro: | Crugliano (Crotone) |

|  |           |                    |
|  | Marcatori | 80’ (rig.) Minetti |

| Arbitro: | Belloli (Bergamo) |

|                 |           |              |
| Trinchera 90+2’ | Marcatori | 29’ Servidei |

| Arbitro: | Zambon (Padova) |

|                                               |           |  |
| Pisano 23’, 63’ Fiori 39’ Torino 90+3’ (rig.) | Marcatori |  |

| Arbitro: | Mariuzzo (Venezia) |

|                           |           |                                               |
| Trinchera 26’ (rig.), 76’ | Marcatori | 38’ Gasparetto 40’ Borghetti 50’ Fava Passaro |

| Arbitro: | Nicoletti (Macerata) |

|            |           |  |
| Turchi 64’ | Marcatori |  |

| Arbitro: | M. Mazzoleni (Bergamo) |

|                          |           |                  |
| Shakpoke 36’ Mussi 90+4’ | Marcatori | 81’ (rig.) Buscè |

| Arbitro: | Ponzalli (Firenze) |

|               |           |  |
| Lorenzini 61’ | Marcatori |  |

| Arbitro: | Crugliano (Crotone) |

|           |           |  |
| Mussi 18’ | Marcatori |  |

| Arbitro: | Santucci (Reggio Calabria) |

|  |           |                          |
|  | Marcatori | 4’ Minetti 40’ Trinchera |

#### Girone di ritorno
| Arbitro: | Valensin (Milano) |

|                    |           |  |
| Baù 65’ Ciullo 88’ | Marcatori |  |

| Arbitro: | Rubino (Salerno) |

|                              |           |                                 |
| Cherubini 25’ Mussi 38’, 83’ | Marcatori | 37’ Pietranera 82’ P. Antonioli |

| Arbitro: | Girardi (San Donà di Piave) |

|                       |           |  |
| Minetti 67’ Ticli 87’ | Marcatori |  |

| Arbitro: | Caristia (Siracusa) |

|                                               |           |                        |
| Madonna 27’ Sgrò 49’ Maffioletti 55’ Donà 90’ | Marcatori | 12’ Ticli 74’ Matzuzzi |

| Reggio Emilia 3 febbraio 2002 22ª giornata | Reggiana      | 0 – 0 | AlbinoLeffe | Stadio Giglio\| Arbitro: \| Ciampi (Pisa) \| |
| Arbitro:                                   | Ciampi (Pisa) |       |             |                                              |

| Arbitro: | Ferraro (Crotone) |

|                                           |           |  |
| Melara 37’ I. Protti 45+1’ Scichilone 48’ | Marcatori |  |

| Arbitro: | Padovan (Conegliano) |

|             |           |                                    |
| Ariatti 18’ | Marcatori | 27’ Farris 70’ Da Silva 85’ Ragone |

| Arbitro: | Brunialti (Trento) |

|                    |           |           |
| Carruezzo 44’, 58’ | Marcatori | 29’ Mussi |

| Arbitro: | Crugliano (Crotone) |

|                  |           |  |
| Refatti 80’, 85’ | Marcatori |  |

| Arbitro: | Romeo (Verona) |

|                                |           |           |
| Cerbone 17’, 46’ Andreotti 20’ | Marcatori | 66’ Mussi |

| Arbitro: | Belloli (Bergamo) |

|  |           |                                      |
|  | Marcatori | 17’ Bordin 43’ Fiori 70’, 80’ Pisano |

| Arbitro: | Gava (Conegliano) |

|                                              |           |           |
| Nincheri 25’ Martinelli 60’ Fava Passaro 88’ | Marcatori | 17’ Mussi |

| Reggio Emilia 7 aprile 2002 30ª giornata | Reggiana                    | 0 – 0 | Arezzo | Stadio Giglio\| Arbitro: \| Girardi (San Donà di Piave) \| |
| Arbitro:                                 | Girardi (San Donà di Piave) |       |        |                                                            |

| Lumezzane 14 aprile 2002 31ª giornata | Lumezzane        | 0 – 0 | Reggiana | Nuovo Stadio Comunale\| Arbitro: \| Tonin (Piombino) \| |
| Arbitro:                              | Tonin (Piombino) |       |          |                                                         |

| Arbitro: | Cenni (Imola) |

|  |           |                                 |
|  | Marcatori | 8’ Lorenzini 52’, 60’ Borriello |

| Arbitro: | Ioseffi (Siena) |

|                            |           |                        |
| Ganci 78’ Cancellato 90+3’ | Marcatori | 40’ Mussi 89’ Di Sauro |

| Arbitro: | Ongaro (Rovigo) |

|             |           |  |
| Ariatti 11’ | Marcatori |  |

### Playout
| Arbitro: | Mariuzzo (Venezia) |

|                              |           |           |
| Bernardi 39’ Maffioletti 48’ | Marcatori | 17’ Mussi |

| Arbitro: | Giannoccaro (Lecce) |

|                                 |           |              |
| Santunione 45+3’ Shakpoke 90+1’ | Marcatori | 82’ Bernardi |

### Coppa Italia

#### Girone F
| Arbitro: | Lambertini (Bologna) |

|            |           |                                             |
| Sabato 78’ | Marcatori | 19’ Marini 21’ Cherubini 54’, 87’ Trinchera |

| Arbitro: | Benedetti (Vicenza) |

|  |           |           |
|  | Marcatori | 79’ Budel |

| Arbitro: | Lops (Torino) |

|                          |           |           |
| Vincenti 14’ Bertani 37’ | Marcatori | 45’ Mussi |

| 26 agosto 2001 4ª giornata |  | – Turno di riposo Reggiana |  |  |

| Arbitro: | Finazzi (Torino) |

|                                |           |                         |
| Mussi 61’ Marini 66’ Ekong 82’ | Marcatori | 6’ Borghi 59’ C. Protti |